# العوضية
قرية العوضية هي إحدى القرى التابعة لمركز شربين في محافظة الدقهلية في جمهورية مصر العربية. حسب إحصاءات سنة 2006، بلغ إجمالي السكان في العوضية 5192 نسمة، منهم 2643 رجل و2549 امرأة.